# Austrobuxus huerlimannii
Austrobuxus huerlimannii là một loài thực vật có hoa trong họ Picrodendraceae. Loài này được Airy Shaw mô tả khoa học đầu tiên năm 1974.